# Spoorlijn Münster - Glanerbeek
De Spoorlijn Münster - Glanerbeek is de Duitse spoorlijn die Münster met Glanerbrug (voorheen "Glanerbeek") verbindt als spoorlijn DB 2014 onder beheer van DB Netze.

## Geschiedenis
De lijn is tussen Münster en Gronau aangelegd door de Königlich-Westfälische Eisenbahn-Gesellschaft (KWE) die de aanleg heeft overgenomen van de ter ziele gegane Münster-Enscheder Eisenbahn-Gesellschaft (MEE). Het traject van Gronau naar Glanerbeek is door de KWE en de Dortmund-Gronau-Enscheder Eisenbahn-Gesellschaft (DGE) gezamenlijk aangelegd. In 1981 werd het baanvak Gronau - Glanerbrug - Enschede gesloten. In 2000 en 2001 werd dit deel geheel opnieuw aangelegd en in november 2001 heropend. Sinds de heropening van het baanvak Gronau - Enschede is het reizigersaantal zeer sterk toegenomen. De zogenoemde Euregio-Bahn is nu een van de belangrijkste spoorverbindingen in het Münsterland. Naast grote aantallen forenzen en studenten wordt de verbinding veel gebruikt door Duitsers om te gaan winkelen in Enschede en door Nederlanders die Münster willen bezoeken.
Ter gelegenheid van 10 jaar treindiensten tussen Enschede en Münster werd op 24 en 25 september 2011 en ook tussen Münster en Coesfeld een Plandampf door de ZVM georganiseerd. Hierbij werd een aantal museumtreinen in de normale treindienst ingezet.
Anno 2019 bestaan plannen, om het baanvak tussen Münster Hbf. en Burgsteinfurt op te waarderen tot een S-Bahn-lijn van de stad Münster, met een ritfrequentie van een half uur. Of dan één keer per uur deze S-Bahn naar Enschede door zal rijden, of dat voortaan te Burgsteinfurt overgestapt zal moeten worden, is anno 2021 nog niet bekend. Tegelijk moet in de toekomst aan deze lijn een groot voorstad-station Münster-Kinderhaus geopend worden.

## Treindiensten

### DB Regio NRW
| Serie       | Treinsoort                            | Route                                                                             | Bijzonderheden                                                                                 |
| ----------- | ------------------------------------- | --------------------------------------------------------------------------------- | ---------------------------------------------------------------------------------------------- |
| 20250 RB 51 | Stoptrein/Regionalbahn (DB Regio NRW) | Dortmund Hbf – Preußen – Lünen Hbf – Coesfeld (Westf) – Gronau (Westf) – Enschede | Westmünsterland-Bahn Dortmund-Lünen 2x per uur, van/naar Enschede en in het weekend 1x per uur |
| 20180 RB 64 | Regionalbahn (DB Regio NRW)           | Münster (Westf) Hbf – Steinfurt-Burgsteinfurt – Gronau (Westf) – Enschede         | Euregio-Bahn                                                                                   |

## Aansluitingen
In de volgende plaatsen is of was er een aansluiting op de volgende spoorlijnen:
Münster Zentrum Nord
DB 2931, spoorlijn tussen Hamm en Emden
Steinfurt-Burgsteinfurt
DB 2273, spoorlijn tussen Bottrop Nord en Quakenbrück
DB 9205, spoorlijn tussen Borken en Burgsteinfurt
OchtrupDB 2020, spoorlijn tussen Ochtrup en Rheine
Gronau
DB 2100, spoorlijn tussen Dortmund en Gronau
DB 9203, spoorlijn tussen Gronau en Coevorden
Glanerbrug
lijn tussen Glanerbrug en Losser
lijn tussen Zutphen - Glanerbrug